# بترا شميت (مغنية أوبرا)
بترا شميت هي مغنية أوبرا ألمانية، ولدت في 18 مارس 1963 في نوردهورن في ألمانيا.

## وصلات خارجية
- بترا شميت على موقع ميوزك برينز (الإنجليزية)
- بترا شميت على موقع ديسكوغز (الإنجليزية)